# Sebeka
Sebeka ist eine Kleinstadt (mit dem Status „City“) im Wadena County im US-amerikanischen Bundesstaat Minnesota. Das U.S. Census Bureau hat bei der Volkszählung 2020 eine Einwohnerzahl von 741 ermittelt.

## Geografie
Sebeka liegt im Zentrum Minnesotas auf 46°37′42″ nördlicher Breite und 95°05′27″ westlicher Länge. Das Stadtgebiet erstreckt sich über eine Fläche von 6,4 km².
Benachbarte Orte von Sebeka sind Menahga (14,6 km nördlich), Nimrod (16,6 km östlich), Wadena (22,7 km südlich) und Bluffton (29,9 km südwestlich).
Die nächstgelegenen größeren Städte sind Fargo in North Dakota (145 km westlich), Duluth am Oberen See (280 km östlich), Minneapolis (269 km südöstlich), Minnesotas Hauptstadt Saint Paul (288 km in der gleichen Richtung) und Sioux Falls in South Dakota (433 km südsüdwestlich).
Die Grenze zu Kanada befindet sich 283 km nördlich.

## Verkehr
Im Zentrum von Sebeka treffen der U.S. Highway 71 und die Minnesota State Route 227 an ihrem westlichen Endpunkt zusammen. Alle weiteren Straßen sind untergeordnete Landstraßen, teils unbefestigte Fahrwege sowie innerörtliche Verbindungsstraßen.
Mit dem Wadena Municipal Airport befindet sich 31 km südsüdwestlich ein kleiner Flugplatz. Die nächsten Regionalflughäfen sind der Bemidji Regional Airport (113 km nördlich) und der Brainerd Lakes Regional Airport (105 km ostsüdöstlich). Die nächsten größeren Flughäfen sind der Hector International Airport in Fargo (170 km westlich) und der Minneapolis-Saint Paul International Airport (293 km südöstlich).

## Geschichte
Sebeka wurde 1891 gegründet und nach dem Ojibwe-Wort für Dorf am Fluss benannt. Im gleichen Jahr wurde eine Poststation eingerichtet. 1892 kam die Eisenbahn nach Sebeka. Im Jahr 1898 wurde der Ort als Village of Sebeka inkorporiert.

## Demografische Daten
Nach der Volkszählung im Jahr 2010 lebten in Sebeka 711 Menschen in 321 Haushalten. Die Bevölkerungsdichte betrug 11,1 Einwohner pro Quadratkilometer. In den 321 Haushalten lebten statistisch je 2,21 Personen.
Ethnisch betrachtet setzte sich die Bevölkerung zusammen aus 97,9 Prozent Weißen, 0,4 Prozent Afroamerikanern sowie 0,1 Prozent amerikanischen Ureinwohnern; 1,5 Prozent stammten von zwei oder mehr Ethnien ab. Unabhängig von der ethnischen Zugehörigkeit waren 0,8 Prozent der Bevölkerung spanischer oder lateinamerikanischer Abstammung.
26,2 Prozent der Bevölkerung waren unter 18 Jahre alt, 53,1 Prozent waren zwischen 18 und 64 und 20,7 Prozent waren 65 Jahre oder älter. 52,2 Prozent der Bevölkerung war weiblich.

Das mittlere jährliche Einkommen eines Haushalts lag bei 30.833 USD. Das Pro-Kopf-Einkommen betrug 17.022 USD. 23,7 Prozent der Einwohner lebten unterhalb der Armutsgrenze.

## Söhne und Töchter der Stadt
- Kenneth Arnold (1915–1984), ein Pilot, der für seine Sichtung von unidentifizierten Flugobjekten berühmt wurde.